# Peter Delanoy
Peter Delanoy est le 13e maire de la ville de New York.

## Origines
Il est le fils d'un des huit colons protestants wallons qui se sont installés en 1624 sur l'actuelle île de Manhattan.
Peter Delanoy est l'altération du patronyme de la famille de La Noye issue du Hainaut dans la Belgique actuelle et dont un membre, Philippe de La Noye, sera un des fondateurs de la New-York à l'arrivée en Amérique des émigrants conduits par Pierre Minuit originaire de Tournai. À l'époque, le Hainaut faisait partie des Pays-Bas espagnols, et était en proie à la guerre de religion connue sous le nom de guerre de Quatre-Vingts Ans. Convertis au protestantisme, les de La Noye s'étaient réfugiés aux Pays-Bas du Nord. Embarqués avec des protestants hollandais, ils constituèrent la majorité des colons du nouveau comptoir de la Compagnie des Indes fondé sous le nom de Nouvelle Amsterdam (plus tard renommée New York) avec pour gouverneur Pierre Minuit.
Le nom de La Noye a été altéré par la prononciation anglaise à partir du moment où les Anglais s'emparèrent de la colonie.
Devenue Delano, la famille, alliée aux Rosenveld, engendra plusieurs personnalités dont le président Franklin Delano Roosevelt. D'autres branches familiales engendrèrent les présidents Ulysses S. Grant et Théodore Roosevelt.